# دافيديف (لفيفسكا)
دافيديف (Давидів) هي مدينة في مقاطعة لفيفسكا في أوكرانيا.
يبلغ عدد سكانها حوالي 4396 نسمة.